# Sébastien Japrisot

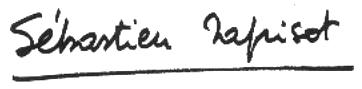
Sébastien Japrisots Signatur.

Sebastien Japrisot (är en pseudonym för Jean-Baptiste Rossi), född 4 juli 1931 i Marseille, Frankrike, död 4 mars 2003 i Vichy, Frankrike, var en fransk författare, manusförfattare och regissör. Han gick i en jesuitskola och studerade sedan vid Sorbonne. Han debuterade redan 1948 med romanen "Les Mal partis".